# 크레이그리스트

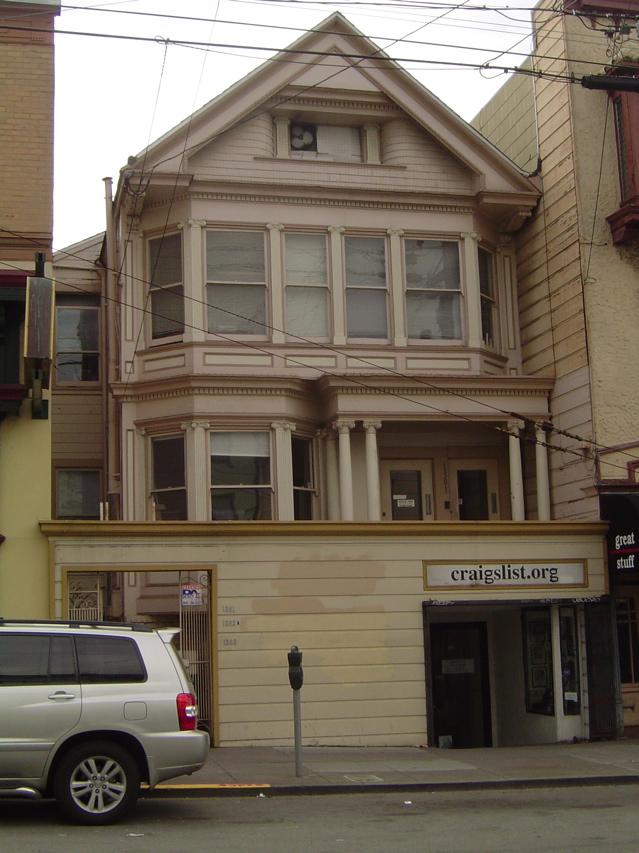
크레이그리스트의 본사. (2010년 이전)

크레이그리스트(Craigslist)는 판매를 위한 개인 광고, 직업, 주택 공급, 이력서, 토론 공간 등을 제공하는 안내 광고 웹사이트이다.
크레이그 뉴마크가 1995년 처음 시작하였다. 샌프란시스코 베이 에어리어를 시작으로 2000년 다른 미국 도시들로 확장을 시작하였고, 현재는 50개 국가에서 운영 중이다.

## 도시로의 서비스 확장
첫 14개 도시는 다음과 같다:
- 1995년 3월: 샌프란시스코 베이 에어리어
- 2000년 6월: 보스턴
- 2000년 8월: 시카고, 로스앤젤레스, 뉴욕, 포틀랜드, 샌디에이고, 시애틀, 워싱턴 D.C.
- 2000년 10월: 새크라멘토
- 2001년 4월: 애틀란타, 오스틴, 덴버, 밴쿠버

## 사이트 특징

### 언어
2008년 3월 기준으로 스페인어, 프랑스어, 이탈리아어, 독일어, 포르투갈어가 최초의 비영어권 언어로서 지원된다.

### 플래그
크레이그리스트는 사용자 플래그 시스템을 제공하여 빠르게 불법적이거나 부적절한 글을 식별할 수 있다. 사용자들은 크레이그리스트 지침을 위반한다고 생각되는 글을 플래그 처리할 수 있다. 플래그 처리에는 계정 로그인이나 등록을 요구하지 않으므로 익명으로 누구나 처리가 가능하다.

### 개인 광고
여러 해에 걸쳐 크레이그리스트는 온라인 데이트와 섹스를 주선하기 위한 매우 유명한 온라인 종착지가 되고 있다. 이 개인 광고 단락에는 "strictly platonic", "dating/romance", "casual encounters"과 같은 글을 허용한다.

## 같이 보기
- 이베이

## 참조
1. ↑  “about > expansion”. craigslist. 2009년 8월 21일. 2011년 7월 30일에 확인함.
2. ↑  Craig Newmark (2008년 3월 27일). “Multiple language support on Craigslist”. cnewmark. 2008년 10월 5일에 원본 문서에서 보존된 문서. 2008년 9월 13일에 확인함.
3. ↑  “Unofficial Flagging FAQ”. Craigslist users. 2012년 8월 5일에 원본 문서에서 보존된 문서. 2010년 9월 15일에 확인함.
4. 1 2  Craigslist hookups, Timeout.com, 2009
5. 1 2  College student to launch 'sex hookup site: It's safer than CraigList, and cheaper than bars 보관됨 2010-12-04 - 웨이백 머신, ABC News
6. ↑  Columbus Sex Survey 보관됨 2013-02-04 - archive.today, The Other Paper
7. 1 2  Paul LaRosa and Maria Cramer, Seven Days of Rage: The Deadly Crime Spree of the Craigslist Killer, Simon and Schuster, 2009.
8. 1 2  Risky Sex- and Drug-Seeking in a Probability Sample of Men-for-Men Online Bulletin Board Postings[깨진 링크(과거 내용 찾기)], by Christian Grov